# 路易斯·赫德森
路易斯·赫德森（英語：Louis Hudson，1898年5月16日—1975年6月24日），加拿大男子冰球运动员，场上位置是前锋。他曾代表加拿大参加1928年冬季奥林匹克运动会冰球比赛，获得一枚金牌。